# Rubielos de Mora
Rubielos de Mora è un comune spagnolo di 609 abitanti situato nella comunità autonoma dell'Aragona.